# Уиллис, Роберт
Ро́берт Уи́ллис (англ. Robert Willis; 27 февраля 1800 — 28 февраля 1875) — английский учёный.
Сын придворного медика короля Георга III. Окончил Кембриджский университет в 1826 году и впоследствии преподавал там. В 1837 г. Уиллис был избран джексонианским профессором Кембриджского университета, для чего за ним должны были быть «признаны наибольшие знания по экспериментальной части натуральной философии».
Основной вклад Уиллис внёс в изучение акустики человеческой речи. В своём труде «О гласных звуках» (англ. On vowel sounds, and on reed-organ pipes; 1830, опубликован в 1832) Роберт Уиллис описал механизм извлечения гласных звуков по аналогии со звукоизвлечением органа. Это учение было развито Уиллисом в следующей статье «Механизм гортани». Уиллис также опубликовал книгу «Основы механизмов» — сочинение, составившее ему имя в технической науке. Он первый заметил, что можно рассматривать механизмы как средство осуществлять произвольные соотношения движений и их составных частей независимо от приложенных сил, определяющих направление и скорость действительно происходящего движения, и предложил новую систему их классификации. Многие части книги разработаны автором самостоятельно, например, теория формы зубцов зубчатых колес, для вычерчивания которых он описывает особое приспособление, названное им одонтограф.